# Titanfall 2
Titanfall 2 è un videogioco di genere sparatutto in prima persona sviluppato da Respawn Entertainment e pubblicato da Electronic Arts per Microsoft Windows, Xbox One e diversamente dal capitolo precedente, anche per PlayStation 4. Il gioco è stato distribuito il 28 ottobre 2016.
Rispetto al titolo precedente, Titanfall 2 incorpora una campagna offline e un set di armi del tutto rinnovato, introducendo nuovi Titan e nuovi equipaggiamenti. La campagna è incentrata sulle vicende di un soldato semplice della Milizia, Jack Cooper, non abituato a comandare i potenti Titan pilotati dai piloti più esperti, e del suo compagno di battaglia, il Titan BT-7274.
Durante tutta la campagna sarà possibile dialogare con il proprio Titan tramite delle risposte preimpostate, potendo influire sulle azioni da intraprendere e decidere la tattica migliore da usare. In questo modo la storia si focalizza sul legame unico stabilito tra l’uomo e la macchina, dando al giocatore la possibilità di scegliere lo stile di gioco che preferisce.

## Trama
Jack Cooper è un fuciliere della Milizia. Aspira a diventare un pilota di Titan e riceve un addestramento fuori dagli schemi dal capitano Tai Lastimosa per prepararsi alla candidatura. I due fanno parte di una forza della Milizia che attacca il pianeta Typhon, controllato dall'IMC. Nella battaglia iniziale, gli Apex Predators, un gruppo di mercenari guidati da Kuben Blisk e ingaggiati dal capo della divisione scientifica dell'IMC, il generale Marder, feriscono mortalmente Lastimosa e mettono fuori uso il suo Titan di classe Vanguard, BT-7274. In punto di morte, Lastimosa trasferisce il controllo del BT a Cooper. BT spiega che Cooper ha ereditato anche la missione di Lastimosa, l'Operazione Speciale 217: incontrarsi con il Maggiore Eli Anderson e aiutarlo a completare il suo incarico originale. L'ultima posizione nota di Anderson è in un laboratorio IMC. BT e Cooper sono costretti a deviare, passando prima per un impianto di bonifica dell'acqua e poi per un impianto di produzione, uccidendo i membri degli Apex Predator Kane e Ash lungo la strada.
BT e Cooper proseguono verso il laboratorio dell'IMC solo per trovarlo distrutto, con cadaveri invecchiati artificialmente a causa della distorsione del viaggio nel tempo sparsi per la struttura. Cooper trova Anderson, deceduto a causa di un incidente di viaggio nel tempo. BT carica parte della sua intelligenza artificiale nel casco di Cooper per facilitare la comunicazione attraverso il tempo. Cooper scopre che Anderson stava raccogliendo informazioni su un nuovo dispositivo dell'IMC,“L'arma da piegamento”, che utilizza la tecnologia di spostamento temporale per distruggere interi pianeti. Il primo obiettivo sarà il pianeta Harmony, che è il pianeta natale di Lastimosa e ospita il quartier generale della Milizia. Fortunatamente per la Milizia, l'Arma da piegamento dipende da una fonte di energia nota come "Arca". Cooper e BT dirottano un sistema di comunicazione IMC per trasmettere un segnale alla flotta della Milizia e uccidere un altro membro degli Apex Predator, Richter. La trasmissione contiene i dati dei sensori sulla traccia elettromagnetica dell'Arca, in modo che la Milizia possa trovarla e sequestrarla.
Dopo aver ricevuto la trasmissione, il Corpo dei Marauder della Milizia, guidato dal comandante Sarah Briggs, assalta l'installazione dell'IMC in cui è custodita l'Arca, arrivando troppo tardi per impedire che venga caricata sul Draconis, un mezzo di trasporto dell'IMC. La Milizia si lancia all'inseguimento con navi IMC dirottate. BT e Cooper tentano di salire a bordo della Draconis, ma vengono attaccati da un mbmero degli Apex Predator: Viper. Cooper uccide Viper e riesce a salire a bordo del Draconis con BT.
Cooper e BT mettono al sicuro l'Arca prima che la nave si schianti. BT diventa incapace di intendere e di volere a causa dei danni subiti nello scontro con Viper e il duo viene catturato da Blisk e dal suo secondo in comando, Slone. BT si arrende all'Arca per salvare Cooper, ma viene distrutto da Slone per aver cercato di aiutare Cooper a fuggire. Tuttavia, BT dà a Cooper un kit SERE e il suo nucleo dati prima che il suo telaio si guasti, e Cooper lo usa per rianimare BT installandolo in un nuovo telaio Vanguard fornito da Briggs dopo essere fuggito dalla prigionia. Riuniti, Cooper e BT combattono per raggiungere la base dove si sta preparando l'Arma Piegata da usare contro Harmony. Uccidono Slone, guadagnandosi il rispetto di Blisk, che risparmia Cooper e gli offre un posto negli Apex Predators prima di partire. BT e Cooper si lanciano nella sovrastruttura dell'Arma da piegamento, dove è già stata installata l'Arca. BT scaglia Cooper libero prima di sacrificarsi, distruggendo l'Arca, l'Arma Pieghevole e il pianeta stesso.
Il gioco si conclude con un monologo di Cooper, che parla dell'affermazione del suo status di pilota e dell'ingresso nel Corpo dei Marauder, oltre a ricordare le sue esperienze con BT. In una scena post-credit, il collegamento neurale di Titan al casco di Cooper lampeggia con il messaggio “Jack?” codificato in Morse, suggerendo che qualche frammento dell'IA di BT è sopravvissuto.

## Modalità di gioco

### Multigiocatore
Le modalità base sono:
- Logoramento (max 6v6): I piloti devono uccidere NPC e piloti per vincere la partita accumulando punti per ogni uccisione. Ogni uccisione carica la barra del Titan.
- Caccia alle taglie (max 5v5): i piloti devono acquisire bonus uccidendo i nemici per poi depositarli in banca e far crescere il punteggio della propria squadra e rendere disponibili i Titan da utilizzare in battaglia.
- Piloti contro Piloti (max 8v8): giocatori devono affrontarsi cercando di fare più uccisioni possibili per avanzare con il punteggio. In quest’ultima modalità i Titan non sono ammessi.

Rispetto alla prima generazione di Titanfall, nel sequel sono stati introdotti numerosi nuovi equipaggiamenti, sei nuovi Titan, più opzioni di personalizzazione degli equipaggiamenti personali, nuove abilità dei piloti e un nuovo sistema di progressione. Tutte queste nuove caratteristiche hanno valso al gioco numerose critiche positive e meriti.
Altro punto a favore per la community di gioco sono i DLC, che saranno completamente gratuiti e scaricabili in qualsiasi momento.
I giocatori possono sfidarsi sia a piedi che come piloti del già sopra citato "Titan", per completare determinati obiettivi di squadra su due possibili diversi fronti: l'IMC (Interstellar Manufacturing Corporation) oppure la semplice milizia.
I giocatori possono scegliere il loro tipo di pilota, che viene lanciato nella mappa all'inizio della partita. Un timer mostra il tempo necessario per far schierare il Titan nella mappa, questo tempo si riduce uccidendo altri giocatori. Una volta schierato, il Titan è protetto da uno scudo a bolla per 30 secondi, che ovviamente proteggerà il Titan fino all'arrivo del giocatore che lo ha schierato o quando lo scudo si disattiva. Se il giocatore che ha schierato il Titan non riesce a entrare nel mech oppure viene ucciso, esso dopo i 30 secondi viene controllato dall'intelligenza artificiale del gioco che segue il giocatore fino al punto di spawn. I piloti sono molto agili e possono fare wallrun (corse sui muri) e doppi salti.
Ci sono svariati tipi di Titan, ognuno con abilità e animazioni uniche. I comandi per pilotare il Titan sono i medesimi di quelli a piedi, e i giocatori non possono saltare, coprirsi, accovacciarsi quando pilotano un Titan. I mech non sono lenti, però sono meno veloci rispetto ai piloti che vanno a piedi. I Titan possono anche creare un vortice che attira i proiettili come una calamita, li immobilizza a mezz'aria, e li scaraventa contro il Titan nemico. Possono anche creare un fumo elettrico che fa cadere dal Titan il nemico che cerca di dirottare il Titan. I giocatori-piloti possono espellersi quando il Titan subisce troppi danni, e il timer viene resettato quando il Titan muore. Il gioco finisce quando la nave spaziale della squadra perdente se ne va.

## Sviluppo
Durante lo sviluppo, Respawn Entertainment ha annunciato che il sequel di Titanfall non sarà un’esclusiva Microsoft Xbox e PC, ma sarà disponibile anche per PlayStation.
I primi rumor sulla data di uscita del gioco e di alcune sue caratteristiche iniziarono a circolare alcune settimane prima dell’inizio dello sviluppo. Alcune voci non ufficiali sono state confermate, dal momento che il sequel di Titanfall non avrebbe più avuto un’esclusiva Microsoft e che Electronic Arts sarebbe stato ancora una volta l’editore del gioco. Il gioco è stato presentato ufficialmente il 28 Ottobre 2016. Grazie alle ampie possibilità economiche generate dai profitti del primo capitolo, è stato possibile sviluppare le due modalità, campagna e multiplayer, in parallelo.
La prima open beta della modalità multiplayer è stata avviata sulle piattaforme Xbox One e PlayStation 4 di venerdì 19 agosto 2016 alle ore 8.00 per poi concludersi domenica 21 agosto 2016. Un’ulteriore beta è stata lanciata dal 26 al 28 agosto 2016.
Il gioco è uscito nella sua versione finale il 28 ottobre 2016.

### Ambientazione
I design e le strutture degli oggetti nel gioco sono stati ridisegnati per essere più pratici e funzionali all’interno dell’ambientazione, staccandosi dai tradizionali canoni fantascientifici e confermando la volontà degli sviluppatori nel voler creare un’idea di avanzamento tecnologico mirato alla continua ricerca e sviluppo ad armi sempre più avanzate per far fronte all’inevitabile conflitto all’interno del gioco.

### Motore grafico
Titanfall 2 incorpora una modifica del motore grafico usato per Titanfall, che a sua volta era una grafica pesantemente modificata del Source Engine. I miglioramenti includono un nuovo sistema acustico e numerose correzioni al rendering grafico.

## Accoglienza
Titanfall 2 è stato accolto con favore dalla critica specializzata, venendo anche scelto come gioco dell'anno da GamesRadar+.
Le vendite del titolo sono state significativamente inferiori alle aspettative di Electronic Arts, come previsto dagli analisti del mercato.

## Spin-off
Il CEO di Respawn Entertainment, Vince Zampella, ha comunicato che, a inizio 2015, il team di sviluppo sarebbe stato affiancato da una seconda squadra nella realizzazione di uno spin-off basato su Titanfall, più precisamente in una serie animata fantascientifica sviluppata da Respawn Entertainment e pubblicata dalla casa di produzione Lionsgate.
Nel 2019 è uscito Apex Legends, spin-off basato sulla modalità battle royale, anch'esso sviluppato da Respawn Entertainment.